# Aumance
Die Aumance ist ein Fluss in Frankreich, der im Département Allier in der Region Auvergne-Rhône-Alpes verläuft. Sie entspringt im Gemeindegebiet von Rocles, entwässert generell in nordwestlicher Richtung und mündet nach rund  56 Kilometern beim Ort Les Deux Rivières, im Gemeindegebiet von Meaulne, als rechter Nebenfluss in den Cher.

## Orte am Fluss
- Saint-Sornin
- Chavenon
- Tortezais
- Cosne-d’Allier
- Hérisson
- Meaulne